# Johan Christoffel van Hohenzollern-Haigerloch
Johan Christoffel van Hohenzollern-Haigerloch (Haigerloch, 1586 - aldaar, 1620) was van 1592 tot aan zijn dood graaf van Hohenzollern-Haigerloch. Hij behoorde tot het huis Hohenzollern.

## Levensloop
Johan Christoffel was de oudste zoon van graaf Christoffel van Hohenzollern-Haigerloch en Catharina van Welsperg, dochter van vrijheer Christoffel van Welsperg.
In 1592 volgde hij zijn vader op als graaf van Hohenzollern-Haigerloch. Wegens zijn minderjarigheid werd hij onder het regentschap geplaatst van zijn ooms, graaf Eitel Frederik I van Hohenzollern-Hechingen en graaf Karel II van Hohenzollern-Sigmaringen. 
Omdat hij in de militaire dienst van het Heilige Roomse Rijk was, verbleef hij voornamelijk in Wenen. In 1608 huwde hij in Sigmaringen met zijn nicht Maria (1592-1658), dochter van graaf Karel II van Hohenzollern-Sigmaringen. Het huwelijk bleef kinderloos. In 1612 verwierf hij het Slot Haag in Haigerloch, de latere residentie van zijn weduwe. Onder zijn regering werd de door zijn vader begonnen bouw van de Slotkerk en Hoogaltaar van Haigerloch afgewerkt, waarna ze in 1609 gewijd werden.
Bij de uitbraak van de Dertigjarige Oorlog in 1618 werd Johan Christoffel aangesteld tot commandant van de Burg Hohenzollern. In 1620 stierf hij op 34-jarige leeftijd. Omdat hij geen nakomelingen had, werd hij opgevolgd door zijn jongere broer Karel.